# Équipe de République dominicaine féminine de volley-ball
L'équipe de République dominicaine féminine de volley-ball est composée des meilleures joueuses dominicaines sélectionnées par la Fédération dominicaine de volley-ball (Federación Dominicana de Voleibol, FEDOVOLI). Elle est classée au 9e rang de la FIVB au 10 juillet 2022.

## Sélection actuelle
Entraîneur :  Marcos Kwiek ; entraîneur-adjoint :  Wagner Pacheco

## Palmarès et parcours

### Palmarès
- Championnat d'Amérique du Nord (4)
  - Vainqueur : 2009, 2019, 2021, 2023
  - Finaliste : 2011, 2013, 2015
  - Troisième : 1997, 2001,2003, 2005,2007
- World Grand Champions Cup
  - Troisième : 2009
- Jeux Panaméricains (2)
  - Vainqueur : 2003, 2019
  - Troisième : 2015
- Coupe panaméricaine (4)
  - Vainqueur : 2008, 2010, 2014, 2016
  - Finaliste : 2002, 2003, 2005, 2009, 2011, 2013, 2015, 2017, 2018, 2019
  - Troisième : 2004, 2006, 2007
- Jeux d'Amérique centrale et des Caraïbes (6)
  - Vainqueur : 1946, 1962, 2002, 2006, 2010, 2014
  - Finaliste : 1998
  - Troisième : 1974, 1978, 1982

### Parcours

#### Jeux Olympiques
| - 1964 : non participante - 1968 : non participante - 1972 : non participante - 1976 : non qualifiée - 1980 : non qualifiée - 1984 : non qualifiée - 1988 : non qualifiée - 1992 : non qualifiée - 1996 : non qualifiée - 2000 : non qualifiée | - 2004 : 11e - 2008 : non qualifiée - 2012 : 5e - 2016 : non qualifiée - 2020 : 8e |

#### Championnats du monde
| - 1952 : non participante - 1956 : non participante - 1960 : non participante - 1962 : non participante - 1967 : non participante - 1970 : non participante - 1974 : 21e - 1978 : 19e - 1982 : non qualifiée - 1986 : non qualifiée | - 1990 : non qualifiée - 1994 : non qualifiée - 1998 : 12e - 2002 : 13e - 2006 : 17e - 2010 : 17e - 2014 : 5e - 2018 : 9e |

#### Grand Prix
| - 1993 : non qualifiée - 1994 : non qualifiée - 1995 : non qualifiée - 1996 : non qualifiée - 1997 : non qualifiée - 1998 : non qualifiée - 1999 : non qualifiée - 2000 : non qualifiée - 2001 : non qualifiée - 2002 : non qualifiée | - 2003 : non qualifiée - 2004 : 12e - 2005 : 11e - 2006 : 8e - 2007 : 11e - 2008 : 9e - 2009 : 11e - 2010 : 8e - 2011 : 12e - 2012 : 12e | - 2013 : 10e - 2014 : 13e - 2015 : 12e - 2016 : 14e - 2017 : 8e |

#### Ligue des nations
- 2018 : 14e
- 2019 : 8e
- 2021 : 6e
- 2022 : 9e

#### Coupe du monde
| - 1973 : non qualifiée - 1977 : non qualifiée - 1981 : non qualifiée - 1985 : non qualifiée - 1989 : non qualifiée - 1991 : non qualifiée - 1995 : non qualifiée - 1999 : non qualifiée - 2003 : 10e - 2007 : 9e | - 2011 : 8e - 2015 : 7e - 2019 : 7e |

#### World Grand Champions Cup
| - 1993 : non qualifiée - 1997 : non qualifiée - 2001 : non qualifiée - 2005 : non qualifiée - 2009 : 3e - 2013 : 6e - 2017 : non qualifiée |

#### Championnat d'Amérique du Nord
| - 1969 : non participante - 1971 : non participante - 1973 : 5e - 1975 : 5e - 1977 : 4e - 1979 : 5e - 1981 : 5e - 1983 : 6e - 1985 : 5e - 1987 : non qualifiée | - 1989 : 5e - 1991 : 5e - 1993 : 6e - 1995 : 4e - 1997 : 3e - 1999 : 4e - 2001 : 3e - 2003 : 3e - 2005 : 3e - 2007 : 3e | - 2009 : Vainqueur - 2011 : Finaliste - 2013 : Finaliste - 2015 : Finaliste - 2019 : Vainqueur - 2021 : Vainqueur - 2023 : Vainqueur |

#### Jeux panaméricains
| - 1955 : 4e - 1959 : Non qualifié - 1963 : Non qualifié - 1967 : Non qualifié - 1971 : Non qualifié - 1975 : Non qualifié - 1979 : 7e - 1983 : Non qualifié - 1987 : Non qualifié - 1991 : Non qualifié | - 1995 : Non qualifié - 1999 : 4e - 2003 : Vainqueur - 2007 : 5e - 2011 : 4e - 2015 : 3e - 2019 : Vainqueur |

#### Coupe panaméricaine
| - 2002 : Finaliste - 2003 : Finaliste - 2004 : 3e - 2005 : Finaliste - 2006 : 3e - 2007 : 3e - 2008 : Vainqueur - 2009 : Finaliste - 2010 : Vainqueur - 2011 : Finaliste | - 2012 : 4e - 2013 : Finaliste - 2014 : Vainqueur - 2015 : Finaliste - 2016 : Vainqueur - 2017 : Finaliste - 2018 : Finaliste - 2019 : Finaliste |

#### Jeux d'Amérique centrale et des Caraïbes
| - 1938 : ? - 1946 : Vainqueur - 1959 : ? - 1962 : Vainqueur - 1966 : 3e - 1970 : ? - 1974 : 3e - 1978 : 3e - 1982 : 3e - 1986 : ? | - 1990 : ? - 1993 : ? - 1998 : Finaliste - 2002 : Vainqueur - 2006 : Vainqueur - 2010 : Vainqueur - 2014 : Vainqueur - 2018 : 6e |